# Rivoluzione delle Asturie
La Rivoluzione delle Asturie del 1934 fu un'insurrezione che vide unite le forze della sinistra anarchica, comunista, socialista asturiana che costituirono la Uníos Hermanos Proletarios ed il cui obiettivo era l'abolizione della Costituzione Repubblicana del 1931 e l'instaurazione di un regime socialista. Questa rivolta ebbe luogo durante il biennio conservatore (1934-1935)  della Seconda Repubblica spagnola (1931-1939).

## Antefatti
La rivolta fu accuratamente organizzata nei mesi precedenti. Nel settembre uno sciopero era già stato indetto contro una riunione politica del movimento di destra Confederación Española de Derechas Autónomas. Una importante fornitura di armi fu organizzata da Indalecio Prieto che la fece scaricare da uno yacht a Pravia mentre altre armi furono poi recuperate dalle fabbriche d'armi occupate.

## La Repubblica Socialista Asturiana
Protagonisti della rivolta furono i minatori altamente sindacalizzati delle Asturie, che il 5 ottobre 1934 attaccarono la Guardia Civil. Occuparono rapidamente Mieres, Gijón e Avilés. Gli scontri a Oviedo furono molto più duri poiché la città aveva una guarnigione di un migliaio di soldati.
Dopo la vittoria fu proclamata ad Oviedo la "Repubblica Socialista Asturiana" e immediatamente giustiziate una cinquantina di persone, soprattutto preti e cittadini abbienti. Fu iniziato inoltre il reclutamento dell'"Armata rossa" che in circa dieci giorni fu costituito da circa trentamila operai.
Il potere confluì nelle mani di un Comitato Rivoluzionario che si suddivise in tre sottocomitati, uno per ogni zona controllata dai rivoluzionari. Ogni sottocomitato aveva un Ufficio di presidenza, diretto rispettivamente da tre deputati del Partito Socialista Operaio Spagnolo:
- Ramón González Peña, Presidente del primo comitato;
- Teodomiro Menéndez, Presidente del secondo comitato;
- Belarmino Tomás, Presidente del terzo comitato.

Subito incominciarono le violenze contro i civili che non si erano schierati dalla parte della rivoluzione. Molte chiese e conventi furono incendiati, a Turòn numerosi religiosi furono fucilati, questi considerati martiri dalla Chiesa cattolica, furono canonizzati nel 1999. A Sama la caserma resistette per un giorno e mezzo, ma quando si arrese sia i soldati della Guardia Civil che della Guardia de Asalto furono tutti passati per le armi. Inoltre molte donne della borghesia furono stuprate.

## Il governo invia il Tercio
Il Ministero della guerra inviò immediatamente la Tercio de Extranjeros, che si trovava nel Marocco spagnolo, e la pose al comando dei generali Manuel Goded Llopis e Francisco Franco con l'incarico di reprimere la rivolta. Già il 7 ottobre un corpo di spedizione dell'esercito regolare, guidato dal generale Eduardo López Ochoa si era mosso alla volta delle Asturie e pur inferiore di numero si era attestato a nord di Oviedo e il giorno seguente aveva rioccupato la città di Avilés.
Il Tercio de Extranjeros, formata da truppe marocchine, partì l'8 ottobre al comando del colonnello Juan Yagüe poco dopo l'arrivo di Franco al ministero della guerra da dove poi diresse le operazioni. In seguito fu nominato Capo di stato maggiore.
Tra il 10 e il 12 ottobre le truppe marocchine della Tercio de Extranjeros entrarono a Oviedo e a Gijón. I ribelli di Oviedo, guidati da Belarmino Tomás, trattarono la resa con il generale Lopez Ochoa chiedendo che non permettesse l'ingresso in città delle truppe marocchine ma ciò nonostante ormai le truppe marocchine già stavano dilagando in città commettendo saccheggi e omicidi. Belarmino comunicò la resa alla propria milizia:
(Belarmino Tomás)
Il generale Lopez Ochoa acconsentì a che i militari si ritirassero dalle Asturie ma l'accordo fu respinto dal ministero della guerra.
Il 18 ottobre 1934 cadde anche l'ultima roccaforte a Mieres.
La repressione scatenata dall'esercito fu molto dura e in particolare furono attive le squadre di sicurezza che giustiziarono sommariamente molti civili. Secondo i dati ufficiali tutta la campagna e la conseguente repressione aveva provocato circa 1300 morti e 3000 feriti. Dei caduti 100 erano della Guardia Civil, 86 della Guardia de Asalto e 98 delle truppe regolari. Gli altri definiti semplicemente civili furono presumibilmente miliziani reclutati dall'esercito insurrezionale. Inoltre ci furono oltre 30 000 arrestati che furono però poi rimessi in libertà nel gennaio 1935 con la fine dello stato di guerra.
Il giornalista Luis Sirval fu arrestato e ucciso in carcere.
La rivolta delle Asturie, di matrice anarco-socialista e gli eccidi compiuti dagli insorti, confermarono nei leader della destra come José Calvo Sotelo la convinzione che solo l'esercito poteva essere garanzia di sicurezza dai moti rivoluzionari.